# Park Branickich w Białymstoku
 Park Branickich – barokowy park pałacowy w Białymstoku o powierzchni ok. 10,0 ha znajdujący się w obrębie ulic Legionowej i Akademickiej. Stanowi przedłużenie terenów zielonych miasta – parku Planty.

## Zespół pałacowo-parkowy
Zespół pałacowo - parkowy Branickich w Białymstoku zwany także Wersalem Podlasia, a także bywa określany mianem Polski Wersal czy Wersalem Północy stanowią liczne zabudowania i ogrody. Jedna z najlepiej zachowanych rezydencji magnackich epoki saskiej na ziemiach dawnej Rzeczypospolitej i bardzo cenny zabytek architektury późnobarokowej.

### Zespół parkowy

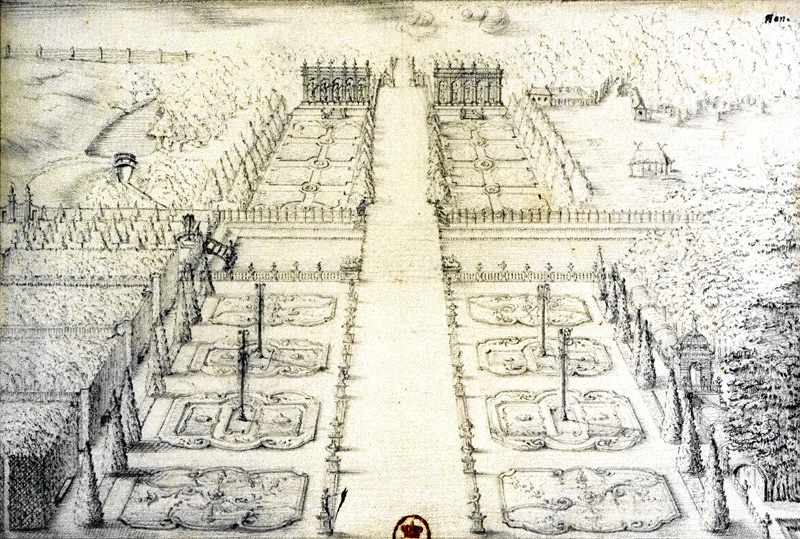
Widok na ogród ok. 1750 r.

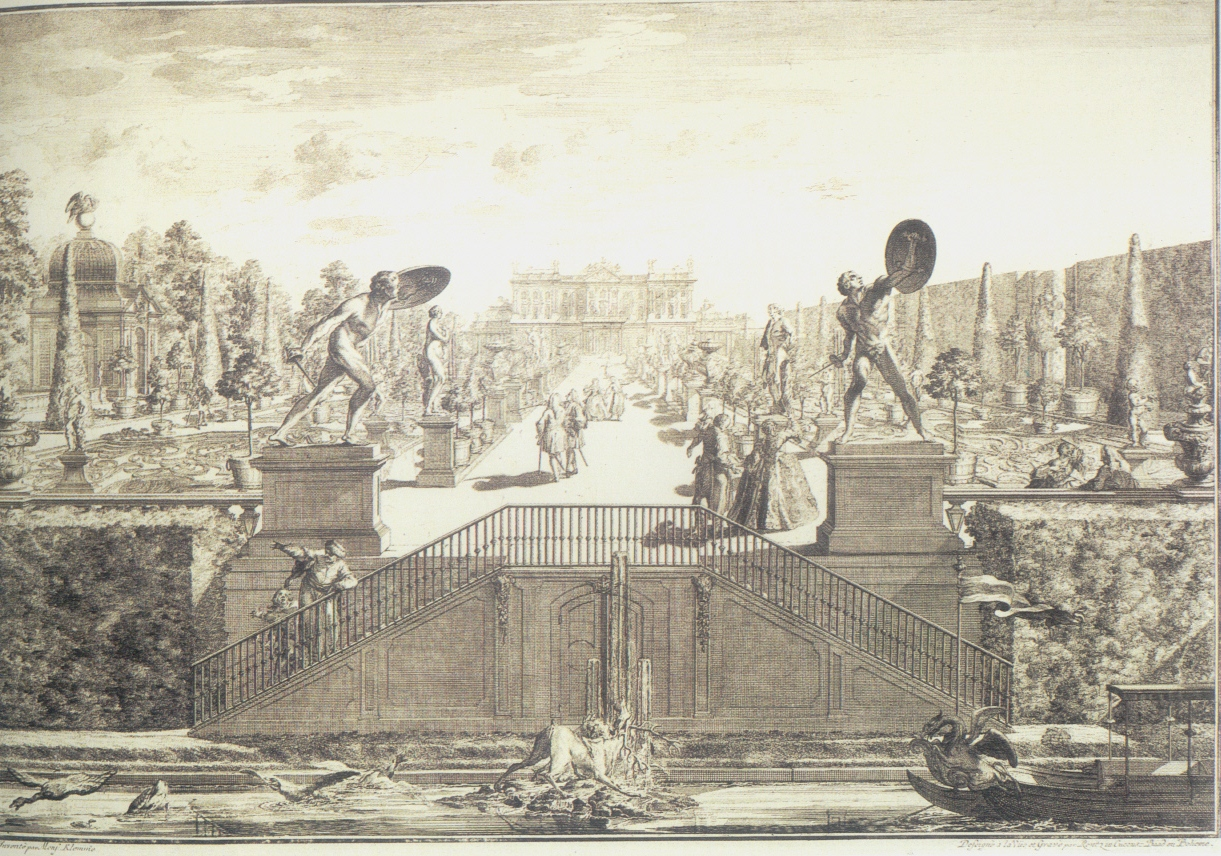
Widok na ogród i pałac ok. 1750 r.

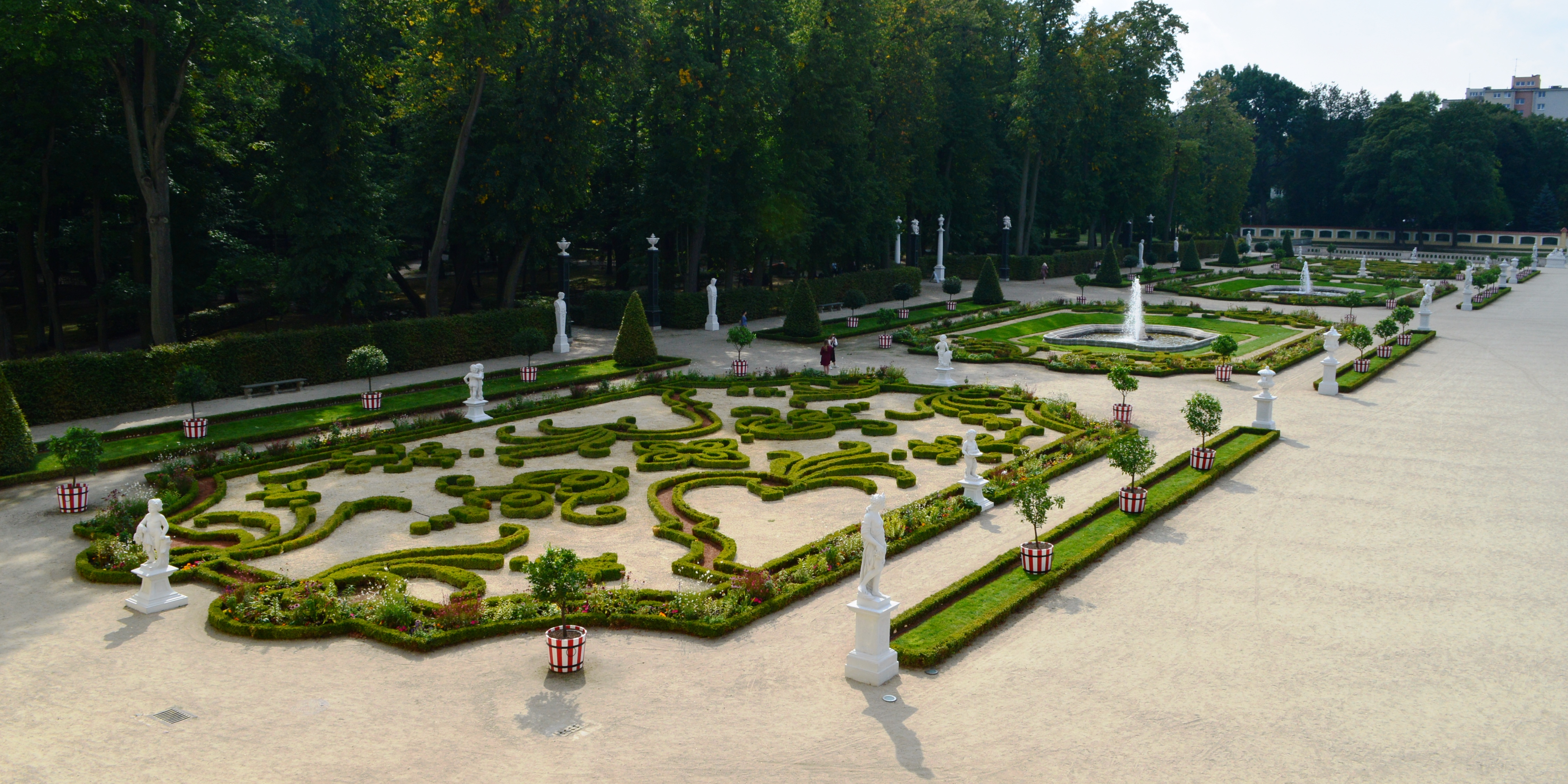
Ogród francuski

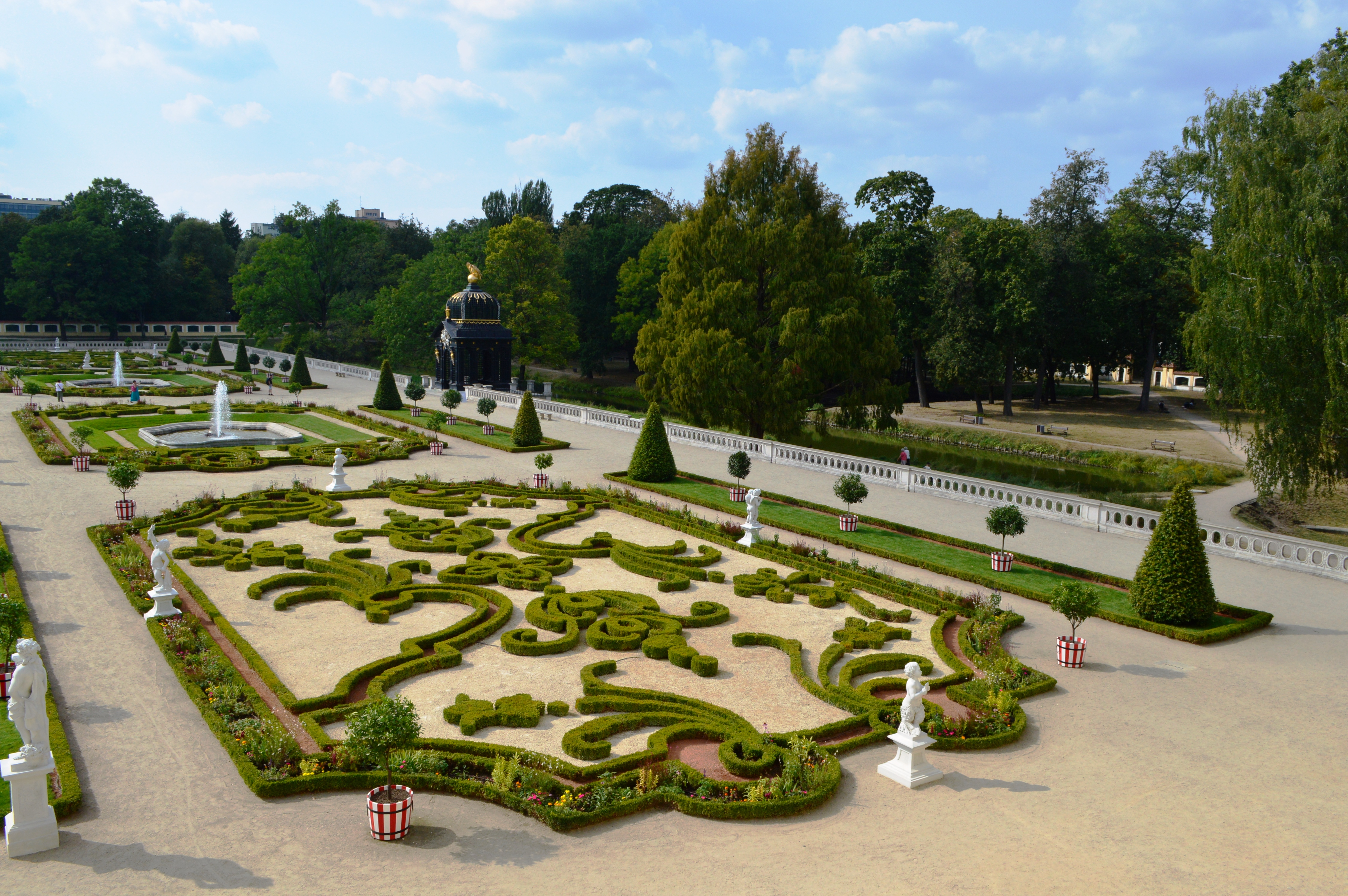
Ogród francuski

Park ze względu na nierówną rzeźbę terenu usytuowany jest na dwóch parterach (poziomach): górnym i dolnym. Część górna ogrodu miała kształt regularnego czworoboku i stykała się bezpośrednio z pałacem. Liczne fontanny, klomby, nadawały jemu wygląd i charakter ogrodu francuskiego.
Część dolna, o typie angielskim, obfitowała w altanki, pawilony, belwedery i promenady – bulwary. Aktualnie noszące nazwy Bulwarów Kościałkowskiego i Tadeusza Kielanowskiego. Oprócz ogrodu głównego do parku należało kilka drobniejszych ogrodów kwiatowych oraz sadów. Wśród ozdób parkowych znajdowały się pomniki, posągi, figury, wodospady, sadzawki, a także dwie oranżerie. Przeznaczone były dla egzotycznych roślin takich jak m.in.: ananasy, brzoskwinie, cytryny, daktyle, figi, pomarańcze, wawrzyny, morwa, imbir, morele. Park i poszczególne ogrody urządzało wielu inżynierów i ogrodników, między innymi planista ogrodu wersalskiego André Le Nôtre, jak również architekt (ogrodnik) Pierre Ricaud de Tirregaille.
Podział parku na ogród górny i dolny, z rozwiniętym systemem wodnym oraz zespołem kamiennych rzeźb zachował się do dziś. Osią kompozycji jest aleja główna, wzdłuż której urządzono osiem bukszpanowych, strzyżonych parterów dywanowych, wysypywanych białym i czerwonym piaskiem. Wzdłuż alei ustawione są na postumentach kamienne rzeźby, naprzemiennie – rzeźby figuralne: (Diana I, Diana II, Wenus, Flora, Akteon, Adonis, Apollo, Bachus) i wazony. Większość tych rzeźb wykonał Jan Chryzostom Redler. Główną aleję kończy most flankowany.

Po południowej stronie salonu parterowego, usytuowany jest dawny boskiet z alejkami, kontynuującymi osie widokowe i kompozycyjne części parterowej. Na zakończeniu głównej osi poprzecznej, przy murze ogrodzenia - zrekonstruowany został pawilon włoski. Tylna ściana pawilonu przepruta jest trzema prostokątnymi, zakratowanymi otworami (przez które niegdyś oglądano rozległy widok na zwierzyniec danieli).
Taras górny, otoczony od strony parterów bukszpanowych balustradą tralkową, wzmocniony jest murem oporowym biegnącym wzdłuż kanału w kształcie litery "L".

Na terenie parkowo - pałacowym zachowały się pozostałości z okresu świetności parku, do których należą:
- ze starego drzewostanu (1 200 drzew) zachowały się tylko 24 lipy, 26 wiązów i 5 jesionów,
- 24 pomniki
- 4 fontanny
- para sfinksów na cokołach.

Obecny wygląd ogrodu jest wynikiem częściowej próby jego rekonstrukcji, dokonanej w latach 1945 – 1962, według projektu Gerarda Ciołka i stanowi dalekie echo jego pierwotnej świetności. W barokowym założeniu zieleń ogrodu stanowiła element równoważny architekturze pałacu, była jej przedłużeniem i uzupełnieniem. Na całość zespołu pałacowo-ogrodowego Branickich składały się: 
- bogaty wystrój (altany, pawilony, rzeźby),
- zróżnicowana, strzyżona w geometryczne formy zieleń, ujęta w te same co architektura rygory przestrzenne,
- system kanałów i stawów,
- rozległe tereny zwierzyńców.

Kolejna konserwacja autorstwa białostockiego rzeźbiarza Michała Jackowskiego dotyczyła 16 rzeźb z głównej alei salonu ogrodowego i nastąpiła w latach 2013 - 2014. 

### Zespół pałacowy
Zamek z prawdziwego zdarzenia, murowany, gotycko-renesansowy wzniósł w Białymstoku na polecenie Piotra Wiesiołowskiego budowniczy królewski Hiob Bretfus. Zamek posiadał dwie kondygnacje, dostępu broniła fosa i umocnienia ziemne. Syn Piotra – Krzysztof Wiesiołowski został marszałkiem wielkim litewskim. Zmarł bezpotomnie w roku 1637. W testamencie zapisał swoje dobra skarbowi I Rzeczypospolitej. Za zasługi położone przez Stefana Czarnieckiego w wojnie ze Szwedami, Sejm Rzeczypospolitej nadał mu w 1659 między innymi dobra białostockie. Jego córka – Aleksandra Katarzyna, w wianie wnosi starostwo tykocińskie oraz dobra białostockie Janowi Klemensowi Branickiemu.

## Galeria zdjęć

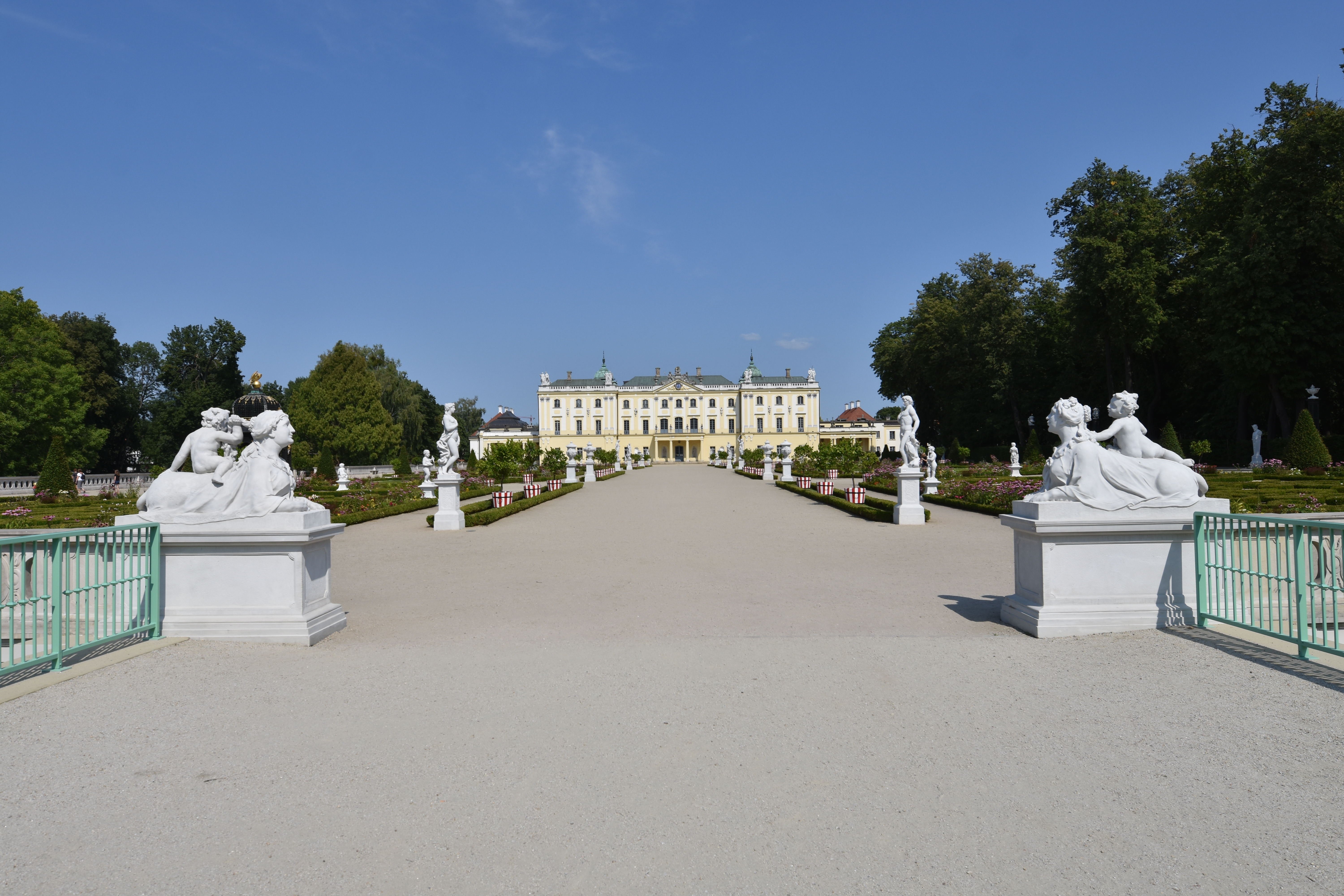
Dziedziniec przed pałacem od strony ogrodu
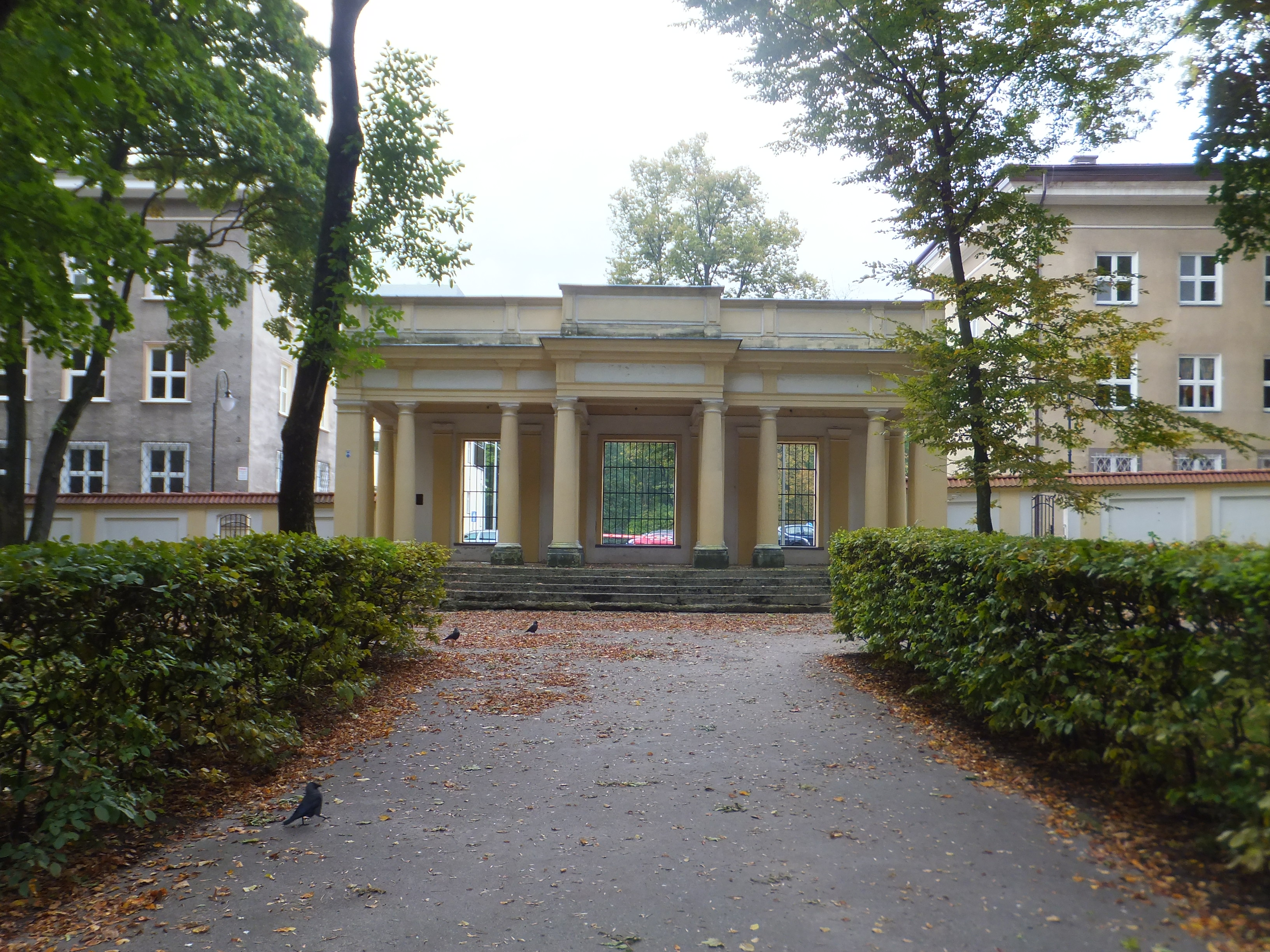
Pawilon Włoski
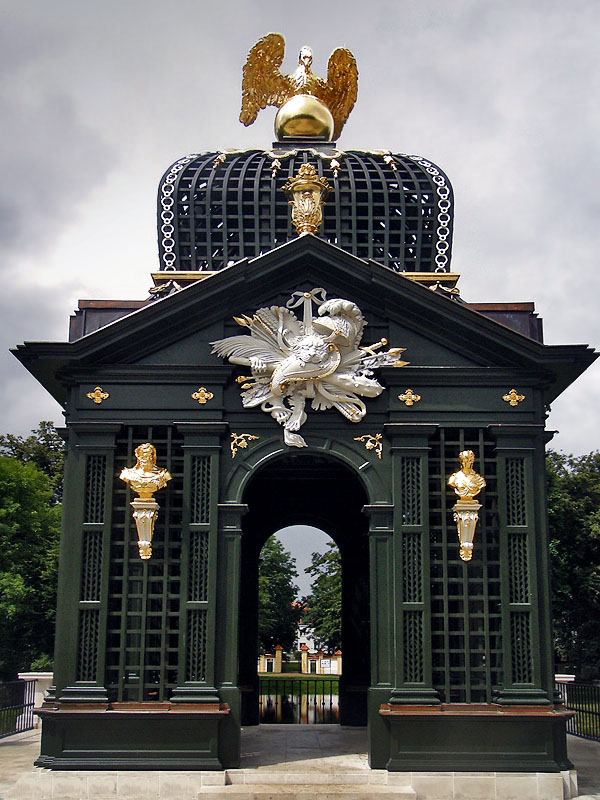
Pawilon pod Orłem
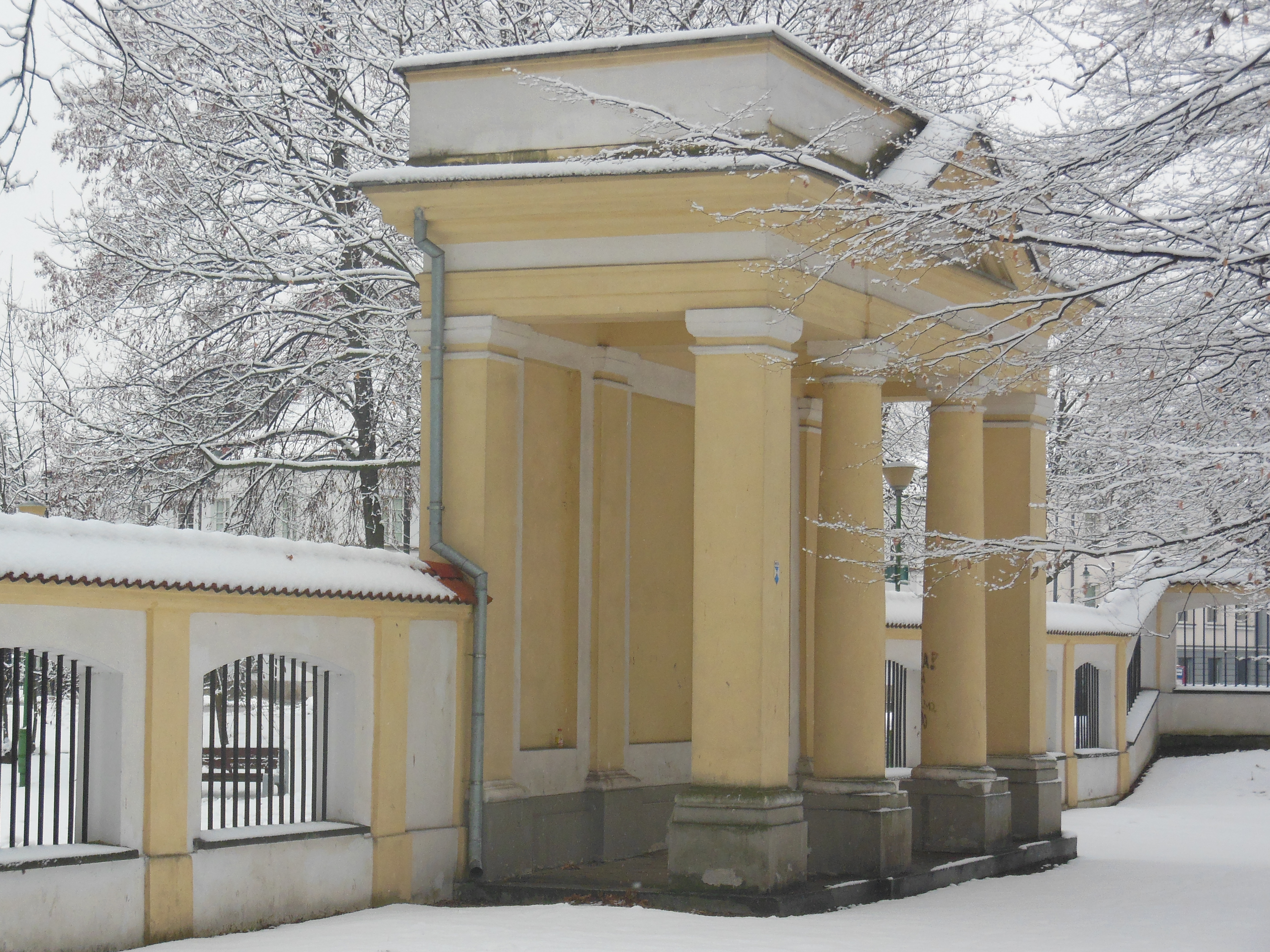
Pawilon Toskański
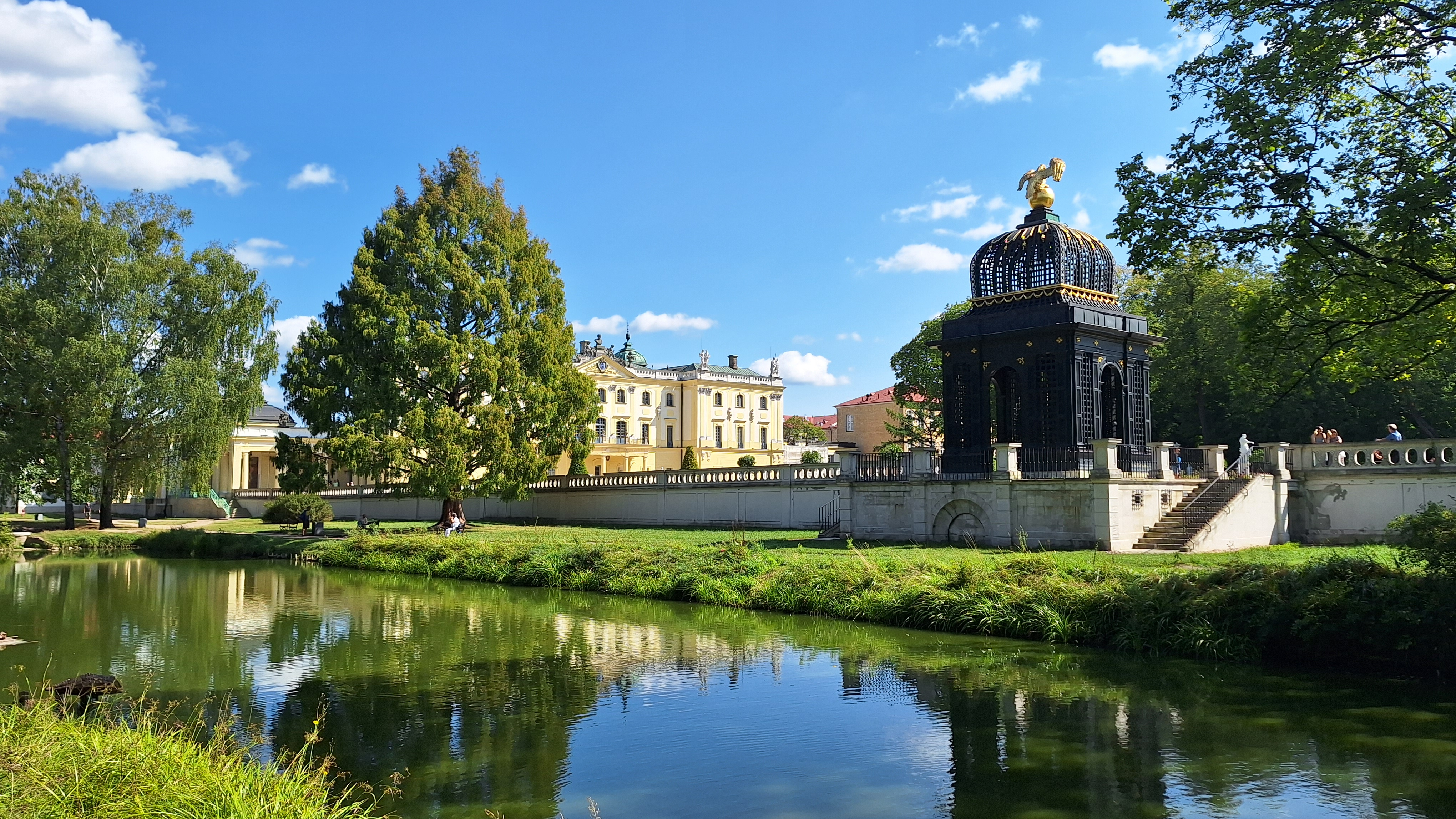
Fosa
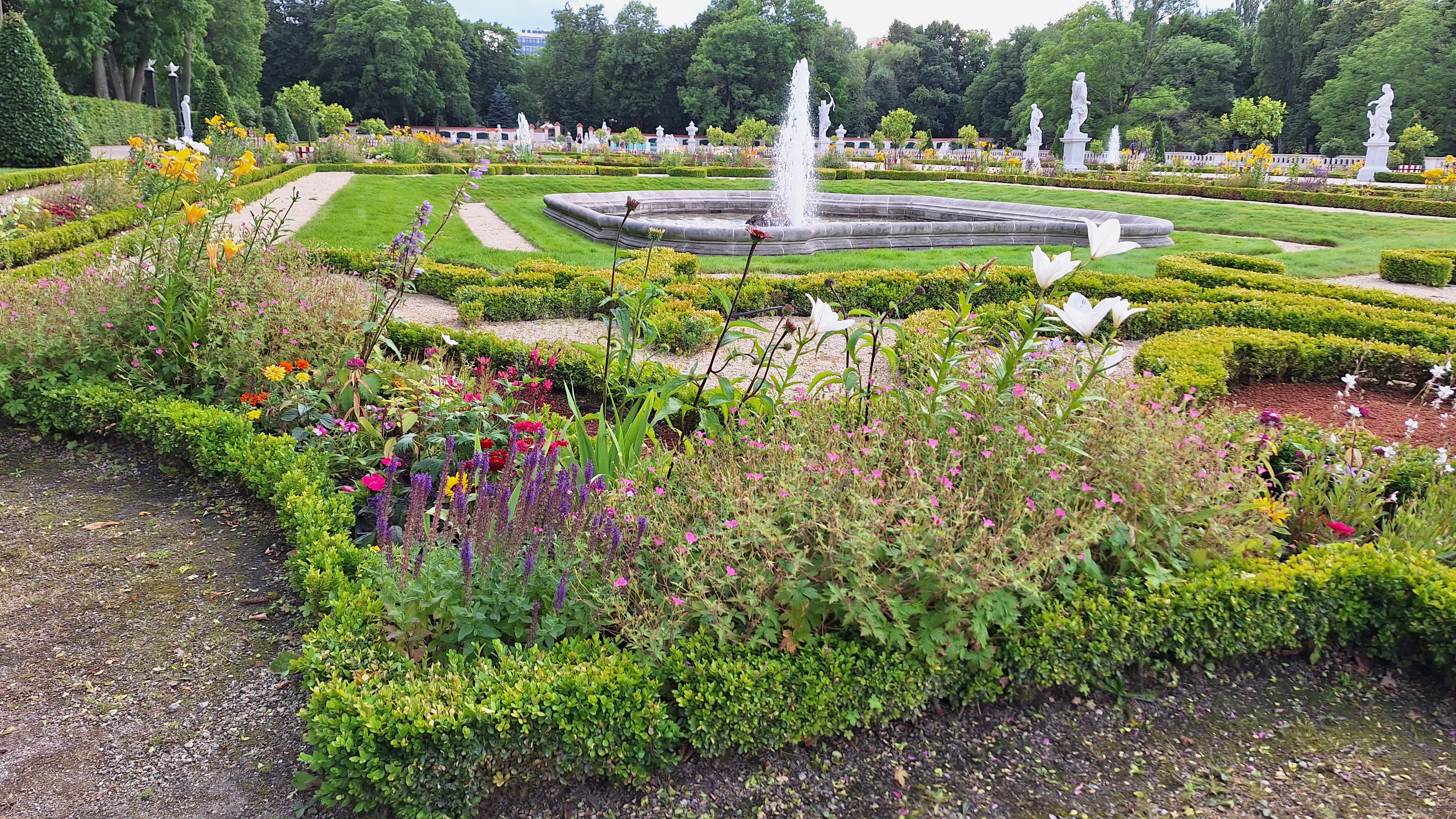
Ogród
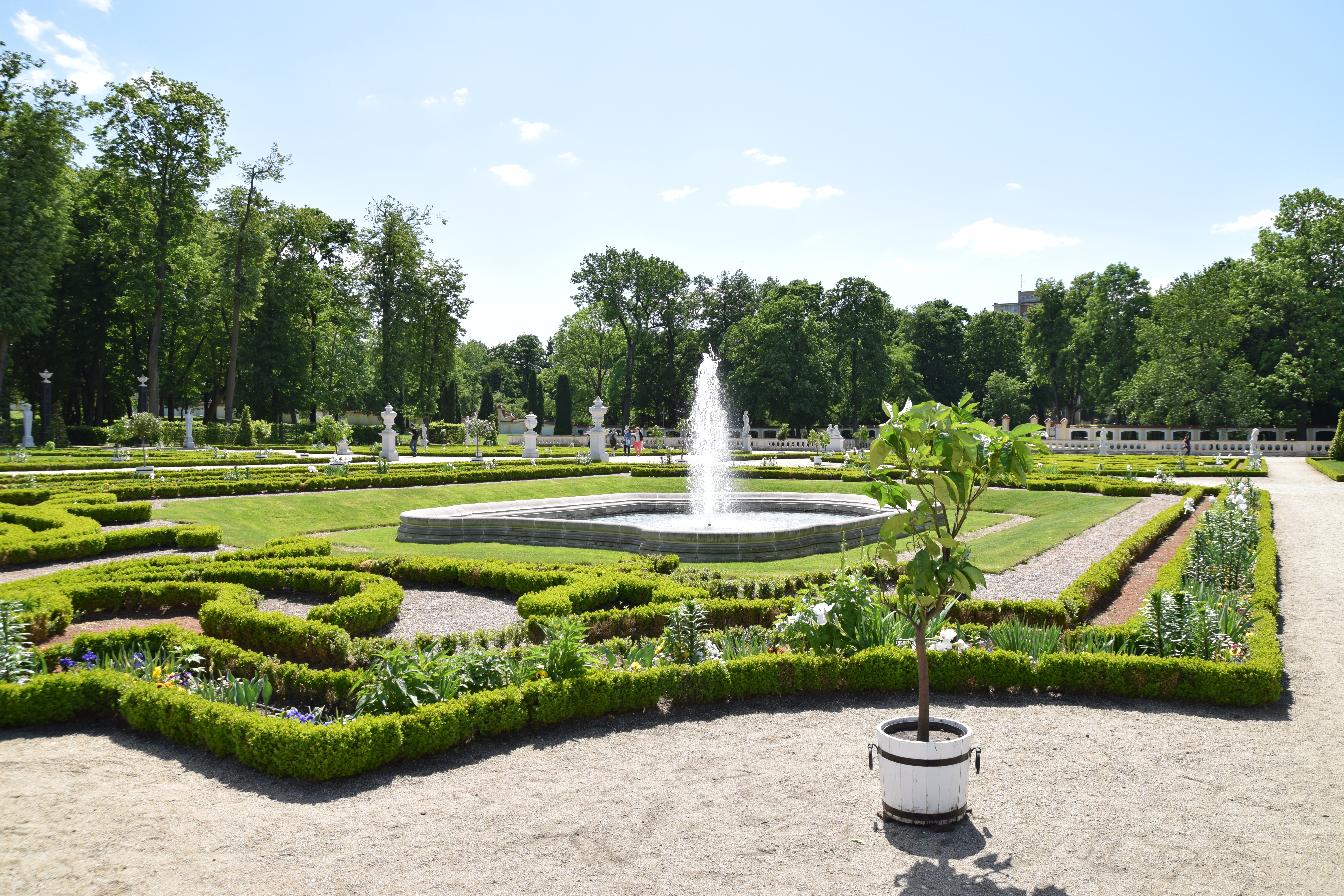
Fontanna
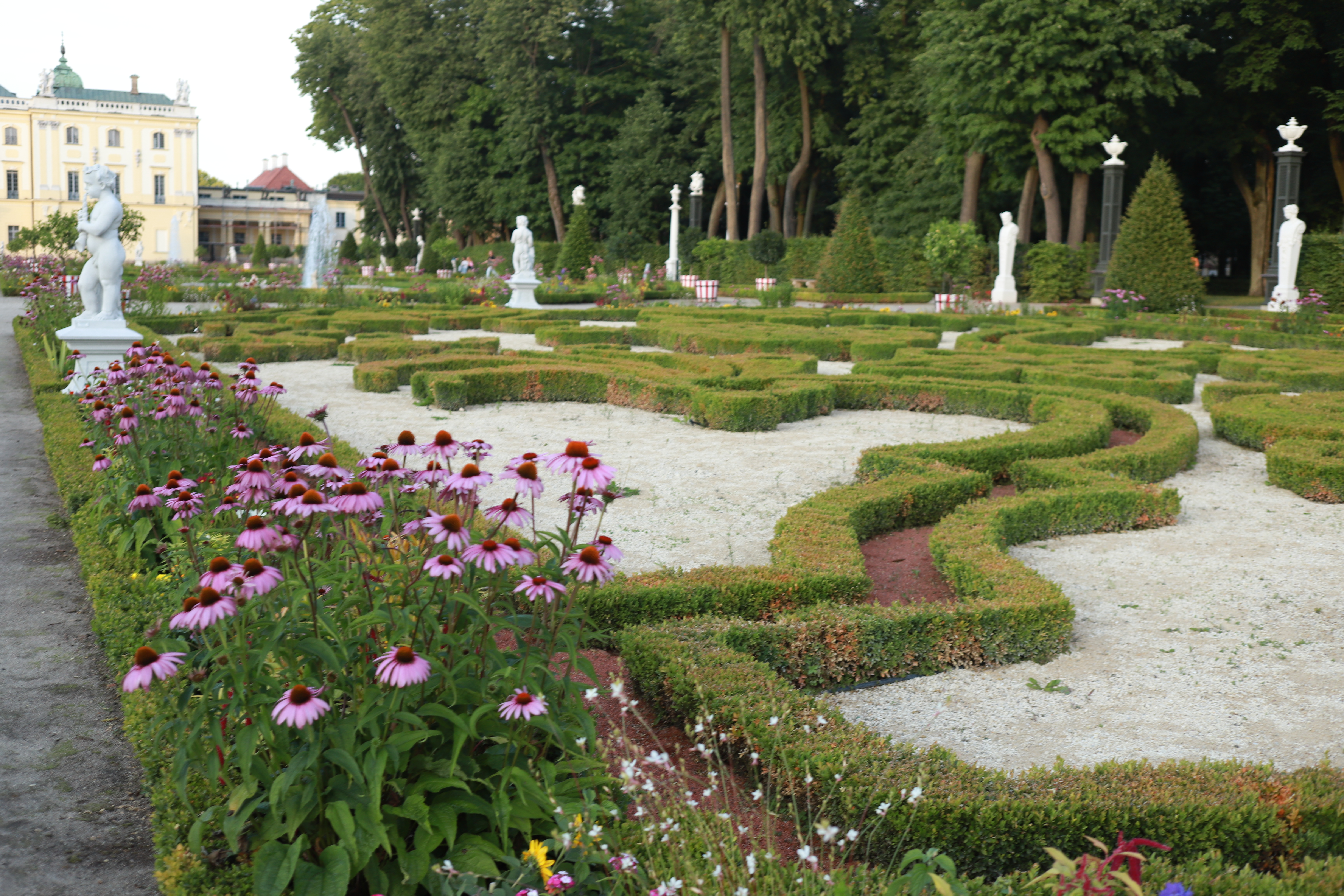
Ogród